# 林虎榜
林虎榜（1737年—1847年），字孫韓，號思亭，別號海邦外史，福建漳浦人，清朝政治人物，

## 生平
乾隆十八年（1753年）為漳州府學拔。乾隆十九年（1754年）以選拔貢生的身份擔任福建大田縣訓導，乾隆二十四年（1759年）六月到台灣擔任彰化縣儒學訓導，主要為負責教育方面的事務，品等為從七品。乾隆二十七年（1762年）12月陞任福建連江縣教諭。乾隆三十四年（1769年）任廣東高州府石城縣知縣。乾隆三十八年（1773年）遷任廣東惠州府歸善縣知縣，後遷福建臺灣府同知，乾隆四十三年（1778年）改任湖南長沙府同知。後任廣西慶遠府知府，於乾隆四十六年（1781年）、五十年（1780年）兩度修繕慶遠府府學。後任廣西太平府知府，於乾隆五十八年（1793年）重新修繕太平府府學。官至廣西兩江兵備道，世稱「林道爺」。

## 家族
祖父林江譽，林在田的次子。